# Sunyani
Sunyani est une ville du Ghana. Elle est la capitale du district municipal de Sunyani et de la région de Brong Ahafo.

## Personnalités liées à la commune
- Prince Ampem (1998-), né à Sunyani.
- Felix Afena-Gyan (2003-), né à Sunyani.